# Nationale Dekade für Alphabetisierung und Grundbildung
Anlässlich des Weltalphabetisierungstages am 8. September 2015 haben Bund und Länder gemeinsam die Nationale Dekade für Alphabetisierung und Grundbildung, kurz: AlphaDekade, (2016–2026) ausgerufen. Die Federführung innerhalb der Bundesregierung liegt beim Bundesministerium für Bildung und Forschung (BMBF), das eng mit fachlich relevanten Bundesministerien zusammenarbeitet. Prioritäres Ziel der AlphaDekade ist es, in den kommenden zehn Jahren den funktionalen Analphabetismus Erwachsener in Deutschland zu verringern und das Grundbildungsniveau zu erhöhen. So sollen mehr Menschen, die Schwierigkeiten beim Lesen und Schreiben haben, angesprochen und zum Lernen motiviert werden. Insgesamt stellt das BMBF für Maßnahmen im Rahmen der AlphaDekade bis zu 180 Millionen Euro bereit.
Nach den neuesten wissenschaftlichen Untersuchungen der Universität Hamburg haben 6,2 Millionen Erwachsene Schwierigkeiten mit dem Lesen und Schreiben. Sie können einzelne Wörter und Sätze lesen und schreiben, sind aber nicht in der Lage, zusammenhängende Texte zu verstehen. So sind viele von ihnen auf Unterstützung angewiesen beispielsweise beim Ausfüllen eines Formulars in einer Behörde oder beim Lesen des Beipackzettels eines Medikamentes.
Geringe Literalität ist jedoch nicht allein ein individuelles Problem, sondern eine gesamtgesellschaftliche Aufgabe. Daher arbeiten Bund und Länder in der AlphaDekade mit gesellschaftlich relevanten Partnern zusammen, um ihre Maßnahmen und Initiativen aufeinander abzustimmen und gemeinsam Synergieeffekte zu nutzen.

## Ziele
Um die Lese- und Schreibkompetenzen sowie das Grundbildungsniveau Erwachsener in Deutschland zu verbessern, müssen deutlich mehr Betroffene als bisher entsprechende Lernangebote wahrnehmen. Die größte Herausforderung hierbei ist, die Menschen mit Lese- und Schreibschwierigkeiten zu erreichen. In einem gemeinsamen Grundsatzpapier haben Bund und Länder daher fünf Handlungsfelder identifiziert, die die Zielsetzung der AlphaDekade konkretisieren:
1. Öffentlichkeit herstellen: Das Ausmaß des funktionalen Analphabetismus ist den meisten Menschen in Deutschland nicht bekannt. Durch öffentlichkeitswirksame Maßnahmen sollen Vorurteile abgebaut, Tabus aufgebrochen und Lernangebote breiter bekannt gemacht werden.
2. Forschung intensivieren: Studien und Forschungsergebnisse sollen dazu beitragen, herauszufinden, welches die Ursachen für funktionalen Analphabetismus sind und wie und wo sich betroffene Personen am besten erreichen und für Lernangebote gewinnen lassen.
3. Lernangebote optimieren: Um die Lernmotivation zu erhöhen, müssen sich die Lernangebote an den Fähigkeiten und Bedürfnissen der Lernenden orientieren. Lerninhalte und -formate müssen alltags- und praxisbezogen gestaltet sein und individuell auf Teilnehmende abgestimmt sein.
4. Lehrpersonal professionalisieren: Erwachsene mit Alphabetisierungs- und Grundbildungsbedarf bringen unterschiedliche individuelle Voraussetzungen und Erwartungen mit. Daraus ergeben sich hohe Anforderungen an das Lehrpersonal. Lehrkräfte an Schulen und in der Jugend- und Erwachsenenbildung müssen dementsprechend ausgebildet und qualifiziert werden.
5. Strukturen aufbauen: Um nachhaltige Wirkungen zu erzielen, soll an vorhandene Strukturen angeknüpft werden. Ziel ist es, Alphabetisierung und Grundbildung ressortübergreifend als Querschnittsthemen zu verankern und als Regelangebot in der allgemeinen und beruflichen Weiterbildung zu etablieren.

Aus diesen Grundsatzzielen leiten Bund, Länder und Dekadepartner ein jährliches Arbeitsprogramm ab, das konkrete Maßnahmen zur Umsetzung der Ziele in den jeweiligen Handlungsfeldern enthält.
Flankiert wird das Grundsatzpapier durch das 10-Punkte-Programm der Länder für die Nationale Dekade für Alphabetisierung und Grundbildung, mit dem sich die Länder in ihrem jeweiligen Zuständigkeitsbereich mit eigenen Maßnahmen an der Umsetzung der AlphaDekade beteiligen.

## Umsetzung
Die Umsetzung des Arbeitsprogramms der AlphaDekade erfolgt durch die vom BMBF und den Ländern geförderten Programme bzw. Projekte. Derzeit fördert das BMBF zahlreiche Projekte, die insbesondere arbeitsmarktnahe und lebensweltorientierte Themen und Zielgruppen in den Blick nehmen. Ziel ist es zum Beispiel, Grundbildung in den Kontext von betrieblichen Weiterbildungsangeboten einzubinden sowie niedrigschwellige Lernangebote im Sozialraum zu etablieren.
In den vom BMBF geförderten Modell- und Transferprojekten zur arbeitsplatzorientierten Grundbildung werden Grundbildungsangebote mit und in Betrieben entwickelt und erprobt, Lehrpersonal ausgebildet und das Thema bei Unternehmen und Wirtschaftsverbänden bekannt gemacht. 62 Prozent der Menschen mit geringen Lese- und Schreibkompetenzen sind erwerbstätig. Betroffen sind insbesondere Menschen, die einfachen Hilfstätigkeiten nachgehen und ein höheres Risiko haben, durch den raschen technologischen Wandel der Arbeitswelt nicht mehr einsetzbar zu sein.
Im Förderschwerpunkt „Lebensweltlich orientierte Alphabetisierungs- und Grundbildungsarbeit“ werden Projekte gefördert, die den Alltag sowie das persönliche Umfeld Betroffener in den Fokus nehmen und daraus innovative Konzepte und Maßnahmen entwickeln. Dabei suchen sie die Kooperation mit sozialräumlich agierenden Einrichtungen wie bspw. soziale Beratungsstellen, Schuldnerberatungen, Familienzentren oder Moscheen. Die Ansprache und Motivation dieser Personengruppe über die ihnen gut vertrauten lebensweltlichen Themen und Zugänge verspricht dabei einen großen und nachhaltigen Effekt.
Mit einer gemeinsamen Initiative unterstützen das Bundesfamilienministerium und das Bundesbildungsministerium darüber hinaus Mehrgenerationenhäuser in Deutschland dabei, lebensweltorientierte Lernangebote für Erwachsene mit eingeschränkten Lese-, Schreib- und Rechenkompetenzen umzusetzen. Die kommunal gut vernetzten Einrichtungen sind als neuartige Lehr- und Lernorte von besonderem Interesse, um beispielsweise auch Menschen mit negativen Schulerfahrungen für späteres Lernen zu motivieren.
Darüber hinaus liegt ein Schwerpunkt auf öffentlichkeitswirksamen Maßnahmen: Mit der Informationskampagne „Besser Lesen und Schreiben“ werden Menschen mit Lese- und Schreibschwierigkeiten und ihr Umfeld informiert und motiviert, Hilfe zu suchen. Das ALFA-Mobil unterstützt die Kampagne durch aufsuchende Beratung. Das ALFA-Mobil ist deutschlandweit unterwegs, um gemeinsam mit Kursanbietern vor Ort Werbung für Lese- und Schreibkurse zu machen.
Besondere Anlässe wie der jährliche Weltalphabetisierungstag werden genutzt, um die breite Öffentlichkeit für das Thema zu sensibilisieren. Eine Info-Ausstellung steht allen Koordinierungsstellen der Länder für ihre regionale Öffentlichkeitsarbeit zur Verfügung.
Darüber hinaus fördert das Bundesbildungsministerium im Rahmen der AlphaDekade eine Reihe wissenschaftlicher Forschungsprojekte, um das Ausmaß und die Ursachen für funktionalen Analphabetismus zu untersuchen. Ebenfalls soll die Forschungslage zu den Lebenswelten und den sozialen Milieus der Adressaten von Alphabetisierungs- und Grundbildungsangeboten zu verbessert werden, ihre Lernhemmnisse und Lernmotivation sowie die Qualität und Gelingensfaktoren der Lehr- und Lernprozesse in Lernangeboten erforscht werden. Mit der LEO-Studie 2018 wurde empirisch untersucht, wie sich eine geringe Lese- und Schreibkompetenz auf die Teilhabe auswirkt und vor welchen Herausforderungen gering literalisierte Erwachsene stehen. Das Forschungsprojekt GeLiNu untersucht auf Grundlage der repräsentativen Längsschnittdaten des Nationalen Bildungspanels (NEPS), warum Erwachsene in Deutschland nicht richtig lesen, schreiben und rechnen können, und in welcher Weise sich diese Fähigkeiten im Lauf des Lebens verändern.
Neben der Förderung seitens des Bundes haben die Länder neue Förderbereiche aufgebaut, um die Schreib- und Lesekompetenz von funktionalen Analphabeten zu verbessern und deren Grundbildung zu fördern. Mit den Fördergeldern konnten Weiterbildungsträger, insbesondere Volkshochschulen, neue Lernangebote entwickeln. Außerdem haben sie den Ausbau von Koordinierungsstellen und regionalen Grundbildungszentren vorangetrieben. In allen Bundesländern gibt es inzwischen Runde Tische, landesweite Fachbeiräte, Bündnisse für Alphabetisierung und Grundbildung oder Alpha-Netzwerke. Bundesweit gibt es aktuell ca. 50 regionale Grundbildungszentren. Diese beraten und unterstützen Bildungsträger bei der Planung, Konzeption und Durchführung von Alphabetisierungs- und Grundbildungskursen.

## Gremien
Bund, Länder und Dekadepartner arbeiten bei der Ausgestaltung der Nationalen Dekade in einem Kuratorium zusammen. Ein interdisziplinär besetzter Wissenschaftlicher Beirat unterstützt mit seiner Expertise die Gremien. Mit dem Kuratorium und dem Wissenschaftlichen Beirat wurden Strukturen geschaffen, die eine praxis- und wissenschaftsnahe Beratung ermöglichen.
Als Geschäftsstelle wurde 2015 vom BMBF die Koordinierungsstelle Dekade für Alphabetisierung im Bundesinstitut für Berufsbildung eingerichtet. Sie sorgt für ein synergetisches und abgestimmtes Vorgehen, unterstützt die Arbeit der Dekadepartner und begleitet den Monitoringprozess der AlphaDekade.